# Arcambal
Pour les articles homonymes, voir Arcambal (homonymie).
Arcambal est une commune française située dans le sud du département du Lot, en région Occitanie.
Elle est également dans le causse de Gramat, le plus vaste et le plus sauvage des quatre causses du Quercy.
Exposée à un climat océanique altéré, elle est drainée par le Lot, le Tréboulou, le ruisseau de Nouaillac et par deux autres cours d'eau. La commune possède un patrimoine naturel remarquable : un site Natura 2000 (la « moyenne vallée du Lot inférieure »), deux espaces protégés (les « falaises lotoises (rapaces) » et le « géoparc des causses du Quercy ») et cinq zones naturelles d'intérêt écologique, faunistique et floristique.
Arcambal est une commune rurale qui compte 1 000 habitants en 2022, après avoir connu une forte hausse de la population depuis 1968. Elle fait partie de l'aire d'attraction de Cahors. Ses habitants sont appelés les Arcambalais ou  Arcambalaises.

## Géographie

### Localisation
Commune de l'aire d'attraction de Cahors située dans le Causse de Limogne en Quercy sur la route départementale 911 entre Cahors et Concots.
L'autoroute A20 passe à l'ouest de son territoire et traverse le Lot par le viaduc autoroutier sur le Lot.

### Communes limitrophes
Les communes limitrophes sont  Aujols, Cahors, Esclauzels, Flaujac-Poujols, Lamagdelaine et Saint Géry-Vers.
| Lamagdelaine    | Saint Géry-Vers |            |
| Cahors          | Arcambal        | Esclauzels |
| Flaujac-Poujols | Aujols          |            |

### Climat
Pour des articles plus généraux, voir Climat de l'Occitanie et Climat du Lot.
En 2010, le climat de la commune est de type climat océanique dégradé des plaines du Centre et du Nord, selon une étude s'appuyant sur une série de données couvrant la période 1971-2000. En 2020, Météo-France publie une typologie des climats de la France métropolitaine dans laquelle la commune est exposée à un climat océanique altéré et est dans la région climatique Aquitaine, Gascogne, caractérisée par une pluviométrie abondante au printemps, modérée en automne, un faible ensoleillement au printemps, un été chaud (19,5 °C), des vents faibles, des brouillards fréquents en automne et en hiver et des orages fréquents en été (15 à 20 jours).
Pour la période 1971-2000, la température annuelle moyenne est de 13 °C, avec une amplitude thermique annuelle de 16,1 °C. Le cumul annuel moyen de précipitations est de 856 mm, avec 11,5 jours de précipitations en janvier et 6 jours en juillet. Pour la période 1991-2020, la température moyenne annuelle observée sur la station météorologique la plus proche, située sur la commune du Montat à 10 km à vol d'oiseau, est de 13,3 °C et le cumul annuel moyen de précipitations est de 824,6 mm,. Pour l'avenir, les paramètres climatiques de la commune estimés pour 2050 selon différents scénarios d’émission de gaz à effet de serre sont consultables sur un site dédié publié par Météo-France en novembre 2022.

### Milieux naturels et biodiversité

#### Espaces protégés
La protection réglementaire est le mode d’intervention le plus fort pour préserver des espaces naturels remarquables et leur biodiversité associée,.
Deux espaces protégés sont présents sur la commune : 
- le « falaises lotoises (rapaces) », objet d'un arrêté de protection de biotope, d'une superficie de 6,6 ha[10] ;
- le « géoparc des causses du Quercy ». Ce parc a été classé en mai 2017 Géoparc, faisant ainsi partie du Réseau mondial des Géoparcs, soutenu par l’UNESCO[11],[12].

#### Réseau Natura 2000

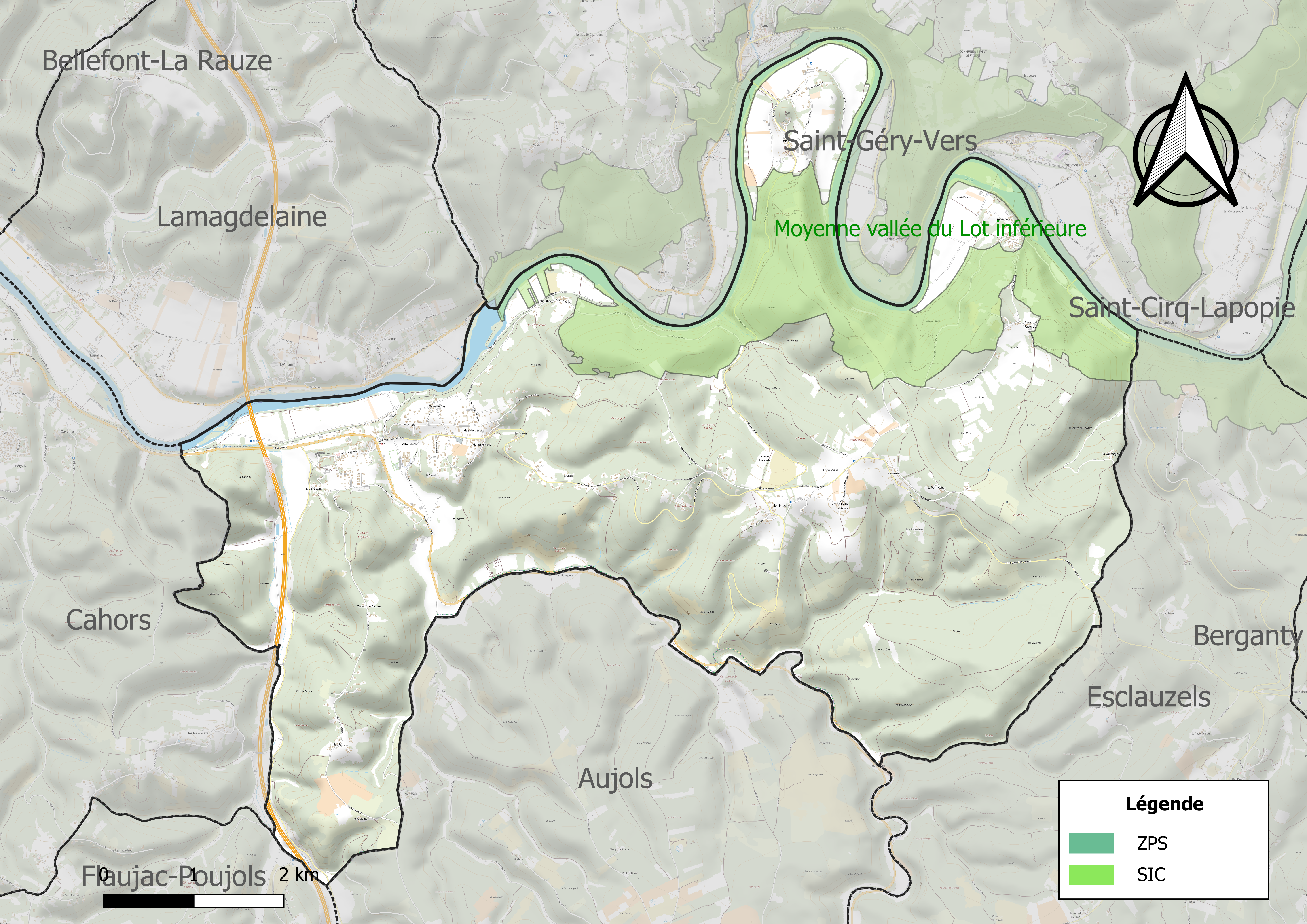
Site Natura 2000 sur le territoire communal.

Le réseau Natura 2000 est un réseau écologique européen de sites naturels d'intérêt écologique élaboré à partir des directives habitats et oiseaux, constitué de zones spéciales de conservation (ZSC) et de zones de protection spéciale (ZPS).
Un site Natura 2000 a été défini sur la commune au titre de la directive habitats : la « moyenne vallée du Lot inférieure », d'une superficie de 2 554 ha, abritant plusieurs espèces d'intérêt communautaire (Lamproie de Planer, Toxostome, Odonates) ainsi que des boisements alluviaux et des prairies humides.

#### Zones naturelles d'intérêt écologique, faunistique et floristique
L’inventaire des zones naturelles d'intérêt écologique, faunistique et floristique (ZNIEFF) a pour objectif de réaliser une couverture des zones les plus intéressantes sur le plan écologique, essentiellement dans la perspective d’améliorer la connaissance du patrimoine naturel national et de fournir aux différents décideurs un outil d’aide à la prise en compte de l’environnement dans l’aménagement du territoire.
Quatre ZNIEFF de type 1 sont recensées sur la commune :
- le « cours moyen du Lot » (1 543 ha), couvrant 33 communes dont huit dans l'Aveyron et 25 dans le Lot[17] ;
- le « Mont Saint-Cyr et environs, pechs et combes calcaires au sud de Cahors entre Saint-Georges et le Montat » (1 853 ha), couvrant 5 communes du département[18] ;
- les « pelouses, landes et bois du Midi des Raxols, des Cotes et du Travers de l'Igue » (561 ha), couvrant 3 communes du département[19] ;
- le « versant de la vallée du Lot et pechs attenants entre Laumet et Mondies » (208 ha)[20] ;

et une ZNIEFF de type 2, : 
la « Moyenne vallée du Lot » (7 893 ha), couvrant 36 communes dont huit dans l'Aveyron et 28 dans le Lot.

Carte des ZNIEFF de type 1 et 2 à Arcambal.
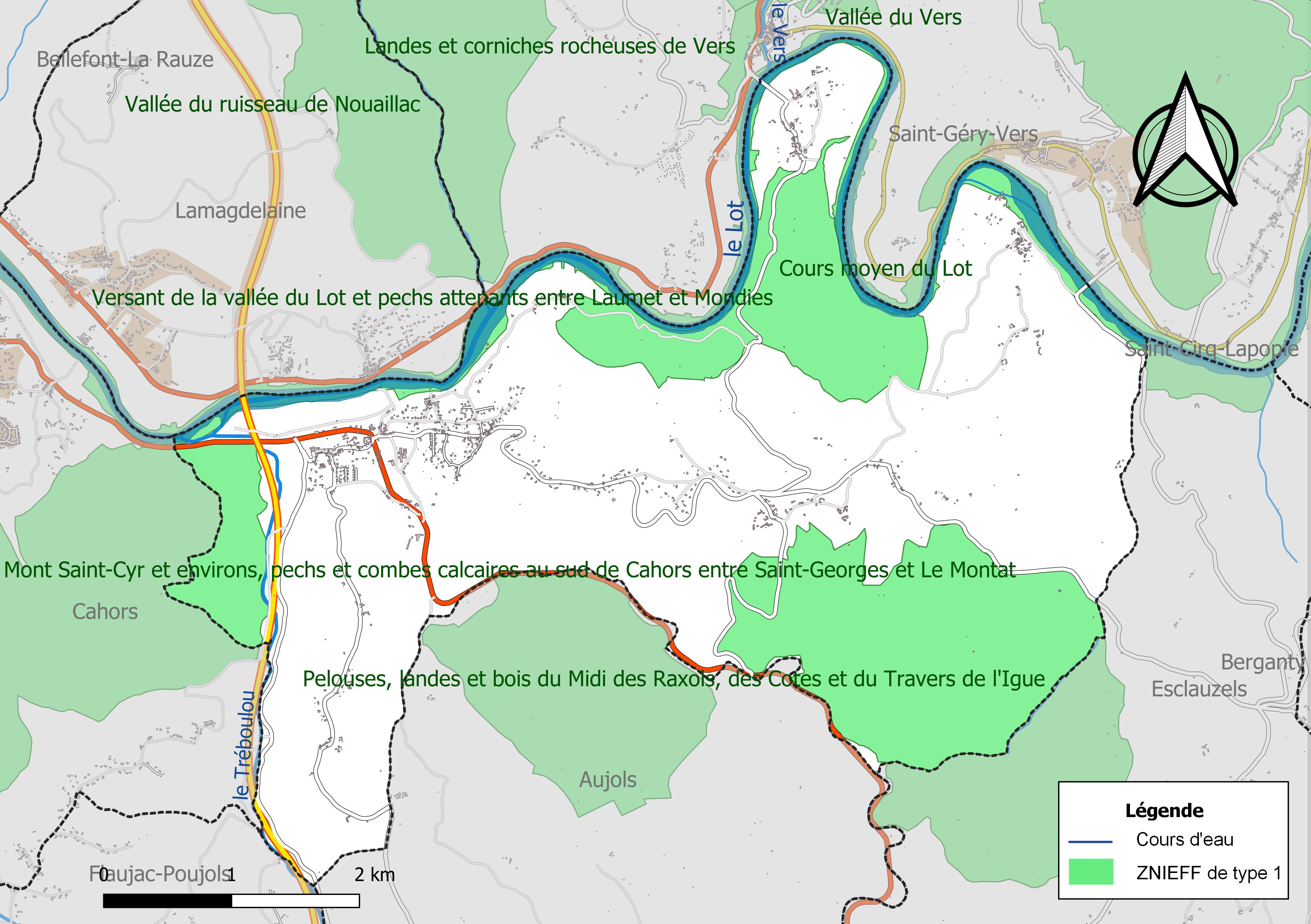
Carte des ZNIEFF de type 1 sur la commune.
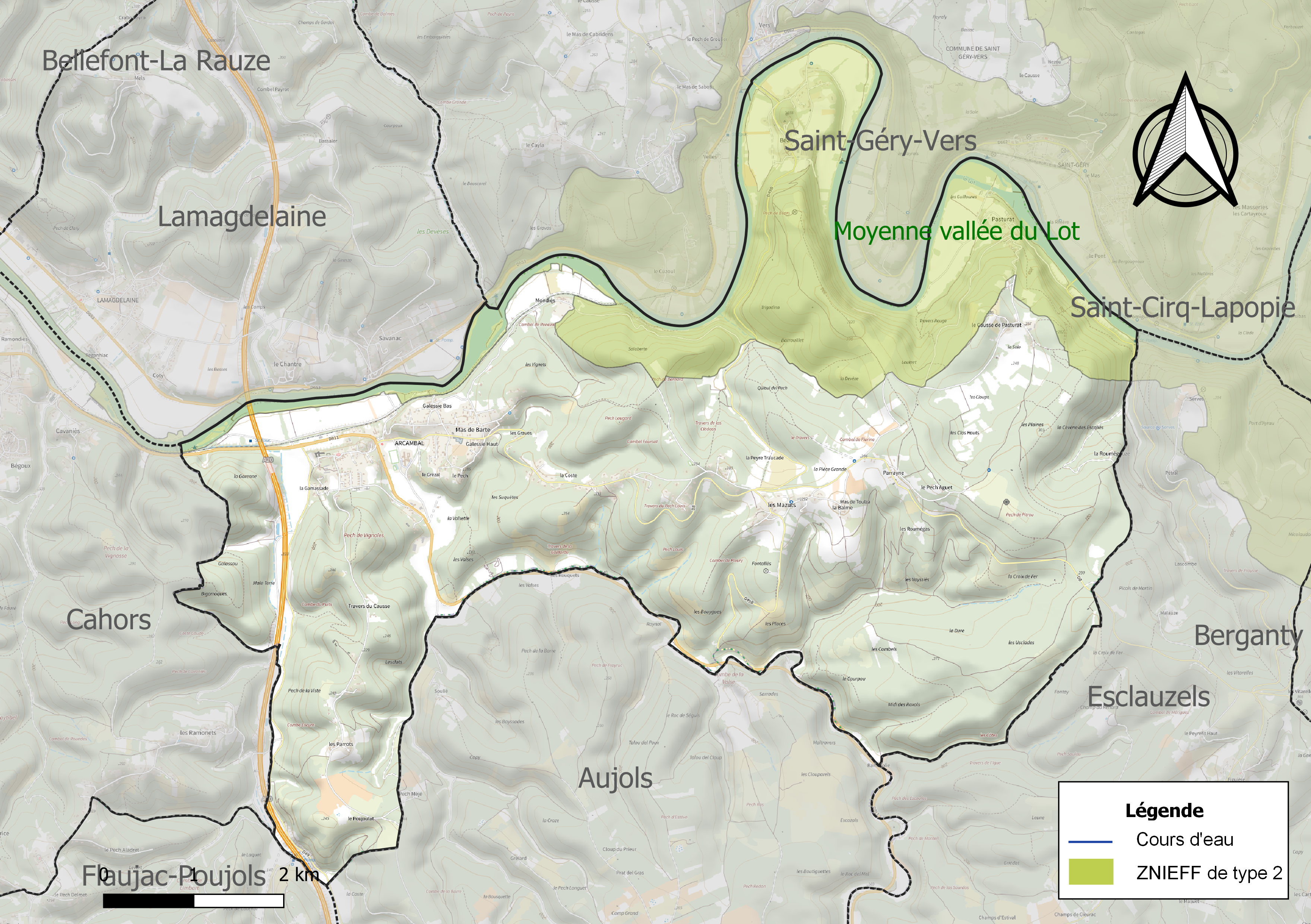
Carte de la ZNIEFF de type 2 sur la commune.

## Urbanisme

### Typologie
Au 1er janvier 2024, Arcambal est catégorisée commune rurale à habitat dispersé, selon la nouvelle grille communale de densité à sept niveaux définie par l'Insee en 2022.
Elle est située hors unité urbaine. Par ailleurs la commune fait partie de l'aire d'attraction de Cahors, dont elle est une commune de la couronne,. Cette aire, qui regroupe 78 communes, est catégorisée dans les aires de 50 000 à moins de 200 000 habitants,.

### Occupation des sols
L'occupation des sols de la commune, telle qu'elle ressort de la base de données européenne d’occupation biophysique des sols Corine Land Cover (CLC), est marquée par l'importance des forêts et milieux semi-naturels (73,2 % en 2018), une proportion sensiblement équivalente à celle de 1990 (73,3 %). La répartition détaillée en 2018 est la suivante : 
forêts (69,4 %), zones agricoles hétérogènes (17,9 %), eaux continentales (4,4 %), milieux à végétation arbustive et/ou herbacée (3,8 %), zones urbanisées (2,6 %), prairies (1,8 %). L'évolution de l’occupation des sols de la commune et de ses infrastructures peut être observée sur les différentes représentations cartographiques du territoire : la carte de Cassini (XVIIIe siècle), la carte d'état-major (1820-1866) et les cartes ou photos aériennes de l'IGN pour la période actuelle (1950 à aujourd'hui).

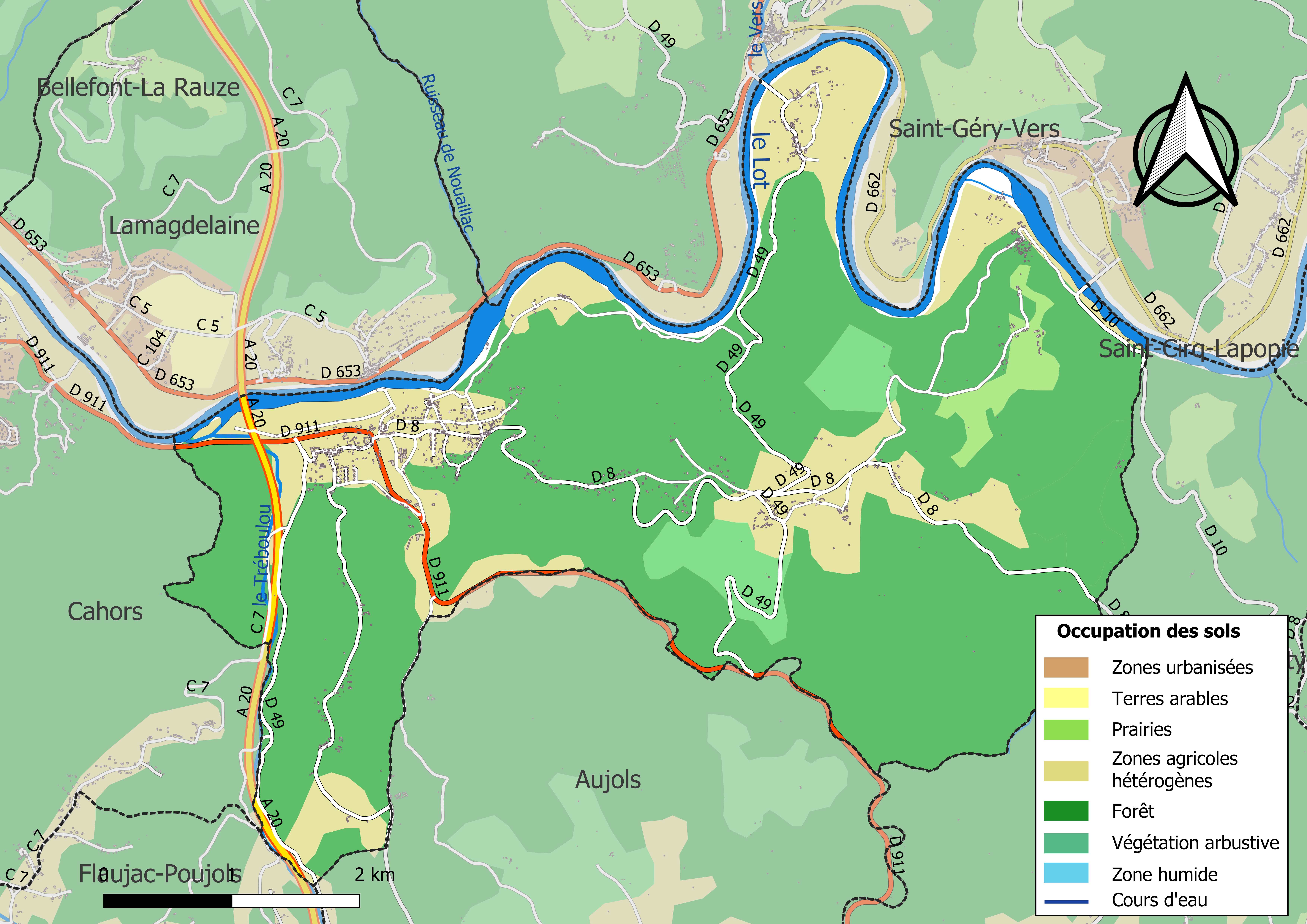
Carte des infrastructures et de l'occupation des sols de la commune en 2018 (CLC).

### Risques majeurs
Le territoire de la commune d'Arcambal est vulnérable à différents aléas naturels : météorologiques (tempête, orage, neige, grand froid, canicule ou sécheresse), inondations, feux de forêts, mouvements de terrains et séisme (sismicité très faible). Il est également exposé à deux risques technologiques, le transport de matières dangereuses et la rupture d'un barrage. Un site publié par le BRGM permet d'évaluer simplement et rapidement les risques d'un bien localisé soit par son adresse soit par le numéro de sa parcelle.

#### Risques naturels
La commune fait partie du territoire à risques importants d'inondation (TRI) de Cahors, regroupant 14 communes concernées par un risque de débordement du Lot et du ruisseau du Bartassec, un des 18 TRI qui ont été arrêtés fin 2012 sur le bassin Adour-Garonne. L'événement passé le plus significatif est la crue des 9 et 10 mars 1927 où le Lot a atteint 8,90 m à Cahors après une montée très rapide des eaux. Seules les crues de 1783 et 1833 ont dépassé ces valeurs. Les dégâts ont été très importants. Deux crues survenues sur le Bartassec en 1996 et 2010 ont eu un très fort impact sur les activités économiques de l'agglomération de Cahors. Des cartes des surfaces inondables ont été établies pour trois scénarios : fréquent (crue de temps de retour de 10 ans à 30 ans), moyen (temps de retour de 100 ans à 300 ans) et extrême (temps de retour de l'ordre de 1 000 ans, qui met en défaut tout système de protection). La commune a été reconnue en état de catastrophe naturelle au titre des dommages causés par les inondations et coulées de boue survenues en 1982, 1996, 1999, 2003 et 2021,.
Arcambal est exposée au risque de feu de forêt du fait de la présence sur son territoire du massif de la Moyenne vallée du Lot. Un plan départemental de protection des forêts contre les incendies a été approuvé par arrêté préfectoral le 30 novembre 2015 pour la période 2015-2025. Les propriétaires doivent ainsi couper les broussailles, les arbustes et les branches basses sur une profondeur de 50 mètres, aux abords des constructions, chantiers, travaux et installations de toute nature, situées à moins de 200 mètres de terrains en nature
de bois, forêts, plantations, reboisements, landes ou friches. Le brûlage des déchets issus de l’entretien des parcs et jardins des ménages et des collectivités est interdit. L’écobuage est également interdit, ainsi que les feux de type méchouis et barbecues, à l’exception de ceux prévus dans des installations fixes (non situées sous couvert d'arbres) constituant une dépendance d'habitation.

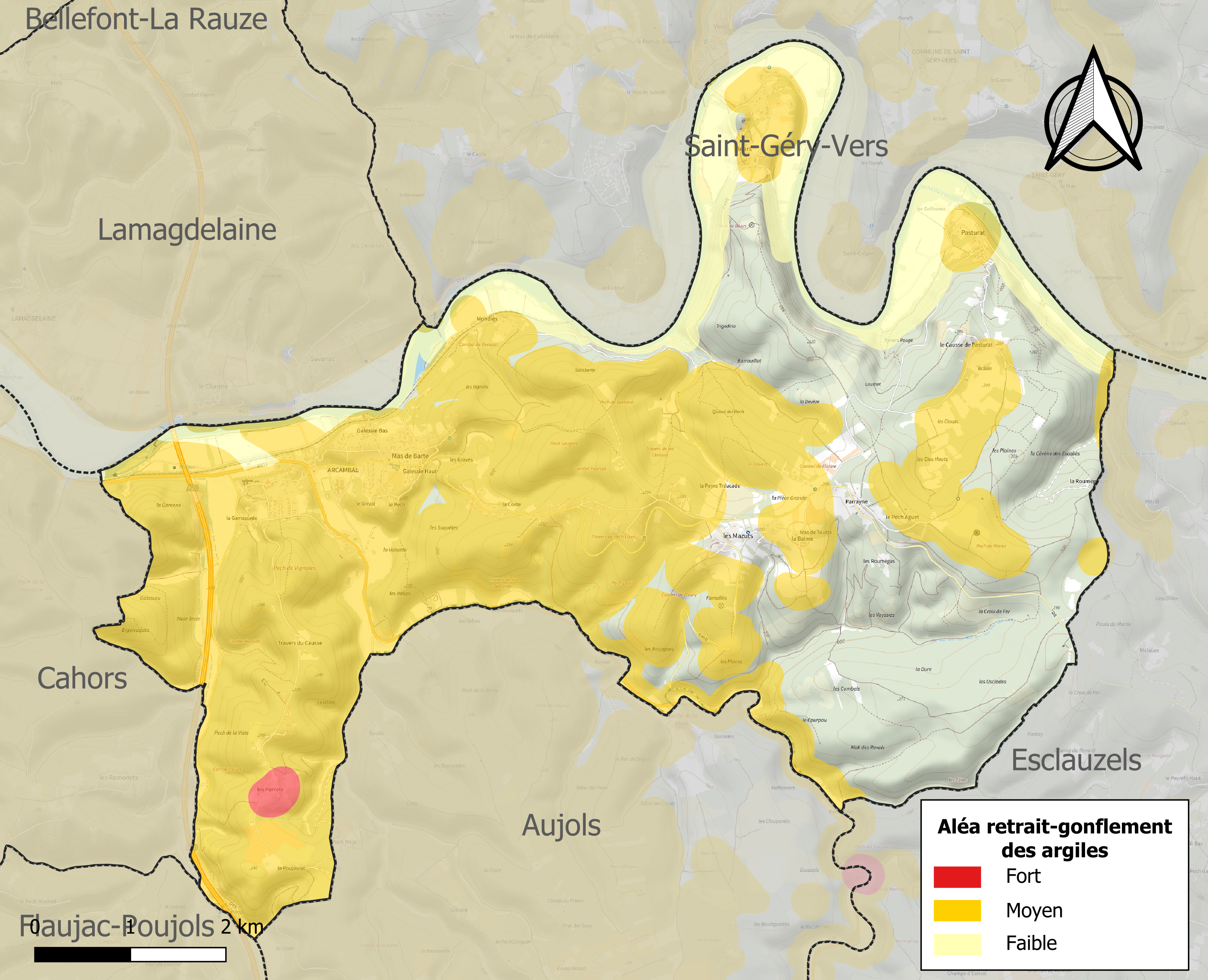
Carte des zones d'aléa retrait-gonflement des sols argileux d'Arcambal.

Les mouvements de terrains susceptibles de se produire sur la commune sont des affaissements et effondrements liés aux cavités souterraines (hors mines), des éboulements, chutes de pierres et de blocs et des tassements différentiels. Par ailleurs, afin de mieux appréhender le risque d’affaissement de terrain, l'inventaire national des cavités souterraines permet de localiser celles situées sur la commune.
Le retrait-gonflement des sols argileux est susceptible d'engendrer des dommages importants aux bâtiments en cas d’alternance de périodes de sécheresse et de pluie. 59,3 % de la superficie communale est en aléa moyen ou fort (67,7 % au niveau départemental et 48,5 % au niveau national). Sur les 504 bâtiments dénombrés sur la commune en 2019, 466 sont en aléa moyen ou fort, soit 92 %, à comparer aux 72 % au niveau départemental et 54 % au niveau national. Une cartographie de l'exposition du territoire national au retrait gonflement des sols argileux est disponible sur le site du BRGM,.
Par ailleurs, afin de mieux appréhender le risque d’affaissement de terrain, l'inventaire national des cavités souterraines permet de localiser celles situées sur la commune.
Concernant les mouvements de terrains, la commune a été reconnue en état de catastrophe naturelle au titre des dommages causés par la sécheresse en 1989, 2017 et 2019 et par des mouvements de terrain en 1999.

#### Risques technologiques
Le risque de transport de matières dangereuses sur la commune est lié à sa traversée par une route à fort trafic. Un accident se produisant sur une telle infrastructure est en effet susceptible d’avoir des effets graves au bâti ou aux personnes jusqu’à 350 m, selon la nature du matériau transporté. Des dispositions d’urbanisme peuvent être préconisées en conséquenceUn accident se produisant sur une telle infrastructure est en effet susceptible d’avoir des effets graves sur les biens, les personnes ou l'environnement, selon la nature du matériau transporté. Des dispositions d’urbanisme peuvent être préconisées en conséquence.
La commune est en outre située en aval des barrages de Grandval et de Sarrans, des ouvrages de classe A disposant d'une retenue de respectivement 270,6 millions et 296 millions de mètres cubes,

## Toponymie
Le nom de la localité est attesté sous la forme Arcambali en 1230 dans un manuscrit.
Il s'agit d’un toponyme issu de l'anthroponyme Arcambald[us] (sous entendu villa) pris absolument, d'où le sens global de domaine d'Arcambald(us). Cette solution est fréquemment rencontrée dans la partie sud de la France. Arcambal est une forme occitane correspondant à la forme d'oïl Archambault.
Il s'agit d'un nom de personne germanique composé des éléments aircan « naturel », « indigène », « sincère », et bald « audacieux ». L'élément -bald a régulièrement évolué en -bal en occitan, tout comme le suffixe germanique -ald, généralement devenu -al en occitan cf. Arnal, alors que dans le domaine d'oïl, il a donné -aud (noté indifféremment -ault, -auld, voire parfois -ot dans les patronymes). C'est pourquoi Arnal est le correspondant méridional d’Arnaud.
Le patronyme Arcambal qui est issu du prénom est porté uniquement dans la région à l'origine, tout comme le patronyme Archambaud est initialement porté dans le sud ouest du domaine d'oïl.

## Politique et administration

### Liste des maires
| Période                                  | Période         | Identité               | Étiquette | Qualité                               |
| ---------------------------------------- | --------------- | ---------------------- | --------- | ------------------------------------- |
| 1802                                     | 1816            | Charles Salgues        |           |                                       |
| 1816                                     | 1830            | Pierre Miquel          |           |                                       |
| 1830                                     | 1833            | Pierre Celarie         |           |                                       |
| 1833                                     | 1841            | Adrien Barry           |           |                                       |
| 1841                                     | 28 janvier 1867 | Michel Celarie         |           |                                       |
| 1867                                     | 1871            | Jean Celarie           |           |                                       |
| 1871                                     | 1876            | Jean Bras              |           |                                       |
| 1876                                     | 1879            | B. Lufau               |           |                                       |
| 1879                                     | 1881            | A. Cassan              |           |                                       |
| 1881                                     | 1888            | Jean Bras              |           |                                       |
| 1888                                     | 1892            | Eugène Girma           |           |                                       |
| 1892                                     | 1896            | Jean-Pierre Galtie     |           |                                       |
| 1896                                     | 1908            | Eugène Girma           |           |                                       |
| mars 1908                                | 1917            | Léon Pomié             |           |                                       |
| mars 1917                                | 1919            | Jean-Baptiste Pouget   |           |                                       |
| mars 1919                                | 1930            | Ludovic Cabaroc        |           |                                       |
| mars 1930                                | 1944            | Gustave Rigal          |           |                                       |
| mars 1961                                | 1963            | Pierre Conquet Soubrié |           |                                       |
| mars 1963                                | 1964            | Raymond Loulmet        |           |                                       |
| mars 1964                                | 1971            | Georges Viers          |           |                                       |
| mars 1971                                | 1983            | Pierre-Georges Conquet |           |                                       |
| mars 1983                                | 1989            | Claude Murat           |           |                                       |
| mars 1989                                | 2014            | José Pradal            |           |                                       |
| mars 2014                                | 2020            | Didier Labro           | PS        | Directeur de La Poste en pré-retraite |
| 2020                                     | En cours        | Jérôme Dietsch         |           | Commercial                            |
| Les données manquantes sont à compléter. |                 |                        |           |                                       |

## Démographie
| 1793 | 1800 | 1806  | 1821 | 1831  | 1836  | 1841  | 1846  | 1851  |
| ---- | ---- | ----- | ---- | ----- | ----- | ----- | ----- | ----- |
| 400  | 989  | 1 057 | 933  | 1 123 | 1 092 | 1 119 | 1 172 | 1 139 |

| 1856  | 1861  | 1866  | 1872  | 1876  | 1881  | 1886 | 1891 | 1896 |
| ----- | ----- | ----- | ----- | ----- | ----- | ---- | ---- | ---- |
| 1 125 | 1 103 | 1 095 | 1 069 | 1 052 | 1 135 | 950  | 925  | 932  |

| 1901 | 1906 | 1911 | 1921 | 1926 | 1931 | 1936 | 1946 | 1954 |
| ---- | ---- | ---- | ---- | ---- | ---- | ---- | ---- | ---- |
| 819  | 762  | 688  | 570  | 571  | 506  | 432  | 426  | 435  |

| 1962 | 1968 | 1975 | 1982 | 1990 | 1999 | 2004 | 2006 | 2009 |
| ---- | ---- | ---- | ---- | ---- | ---- | ---- | ---- | ---- |
| 410  | 409  | 413  | 535  | 637  | 735  | 823  | 821  | 972  |

| 2014  | 2019 | 2022  | - | - | - | - | - | - |
| ----- | ---- | ----- | - | - | - | - | - | - |
| 1 002 | 983  | 1 000 | - | - | - | - | - | - |

## Économie

### Revenus
En 2018, la commune compte 401 ménages fiscaux, regroupant 903 personnes. La médiane du revenu disponible par unité de consommation est de 21 990 € (20 740 € dans le département).

### Emploi
|                | 2008  | 2013  | 2018  |
| -------------- | ----- | ----- | ----- |
| Commune        | 6,8 % | 8,6 % | 6,8 % |
| Département    | 7,3 % | 8,9 % | 9,6 % |
| France entière | 8,3 % | 10 %  | 10 %  |

En 2018, la population âgée de 15 à 64 ans s'élève à 550 personnes, parmi lesquelles on compte 79,3 % d'actifs (72,6 % ayant un emploi et 6,8 % de chômeurs) et 20,7 % d'inactifs,. Depuis 2008, le taux de chômage communal (au sens du recensement) des 15-64 ans est inférieur à celui de la France et du département.
La commune fait partie de la couronne de l'aire d'attraction de Cahors, du fait qu'au moins 15 % des actifs travaillent dans le pôle,. Elle compte 139 emplois en 2018, contre 106 en 2013 et 112 en 2008. Le nombre d'actifs ayant un emploi résidant dans la commune est de 404, soit un indicateur de concentration d'emploi de 34,4 % et un taux d'activité parmi les 15 ans ou plus de 53,2 %.
Sur ces 404 actifs de 15 ans ou plus ayant un emploi, 66 travaillent dans la commune, soit 16 % des habitants. Pour se rendre au travail, 91,8 % des habitants utilisent un véhicule personnel ou de fonction à quatre roues, 0,5 % les transports en commun, 4,7 % s'y rendent en deux-roues, à vélo ou à pied et 3 % n'ont pas besoin de transport (travail au domicile).

### Activités hors agriculture
52 établissements sont implantés  à Arcambal au 31 décembre 2019. Le tableau ci-dessous en détaille le nombre par secteur d'activité et compare les ratios avec ceux du département,.
| Secteur d'activité                                                                                        | Commune | Commune | Département |
| Secteur d'activité                                                                                        | Nombre  | %       | %           |
| --- | ------- | ------- | ----------- |
| Ensemble                                                                                                  | 52      | 100 %   | (100 %)     |
| Industrie manufacturière, industries extractives et autres                                                | 9       | 17,3 %  | (14 %)      |
| Construction                                                                                              | 13      | 25 %    | (13,9 %)    |
| Commerce de gros et de détail, transports, hébergement et restauration                                    | 11      | 21,2 %  | (29,9 %)    |
| Information et communication                                                                              | 2       | 3,8 %   | (1,8 %)     |
| Activités financières et d'assurance                                                                      | 1       | 1,9 %   | (2,8 %)     |
| Activités immobilières                                                                                    | 1       | 1,9 %   | (3,5 %)     |
| Activités spécialisées, scientifiques et techniques et activités de services administratifs et de soutien | 8       | 15,4 %  | (13,5 %)    |
| Administration publique, enseignement, santé humaine et action sociale                                    | 6       | 11,5 %  | (12 %)      |
| Autres activités de services                                                                              | 1       | 1,9 %   | (8,7 %)     |

Le secteur de la construction est prépondérant sur la commune puisqu'il représente 25 % du nombre total d'établissements de la commune (13 sur les 52 entreprises implantées  à Arcambal), contre 13,9 % au niveau départemental.

### Agriculture
|               | 1988 | 2000 | 2010 | 2020 |
| ------------- | ---- | ---- | ---- | ---- |
| Exploitations | 29   | 24   | 17   | 9    |
| SAU (ha)      | 336  | 257  | 225  | 282  |

La commune est dans la vallée du Lot », une petite région agricole s'étendant d'est en ouest et de part et d'autre du cours du Lot, particulièrement réputée pour ses vignes, celles du vignoble de Cahors plus précisément. En 2020, l'orientation technico-économique de l'agriculture  sur la commune est la polyculture et/ou le polyélevage. Neuf exploitations agricoles ayant leur siège dans la commune sont dénombrées lors du recensement agricole de 2020 (29 en 1988). La superficie agricole utilisée est de 282 ha,,.

## Culture locale et patrimoine

### Lieux et monuments
- Église Saint-Antoine XVe siècle[47] Si la consultation des archives ne permet pas de dater avec exactitude son édification, il est vraisemblable qu'elle fut construite telle qu'on peut la voir aujourd'hui (2009), pendant la seigneurie de Pierre Bousquet, marquis d'Arcambal vers 1491.. Un ouvrage vient d'être consacré à cet édifice : Arcambal. L'église, patrimoine architectural (Édicausse éditions). L'édifice est référencé dans la base Mérimée et à l'Inventaire général Région Occitanie[48].
- Église Notre-Dame-de-l'Assomption (hameau de Pasturat).
- Château du Bousquet inscrit au titre des monuments historiques depuis 1979[49].
- Les Ruines du Château de Béars dans le hameau de Béars.
- Hameau de Mondies, ruines d'une borie (tour)

• Le Projet, lieu de recueil et de pèlerinage pour initiés 

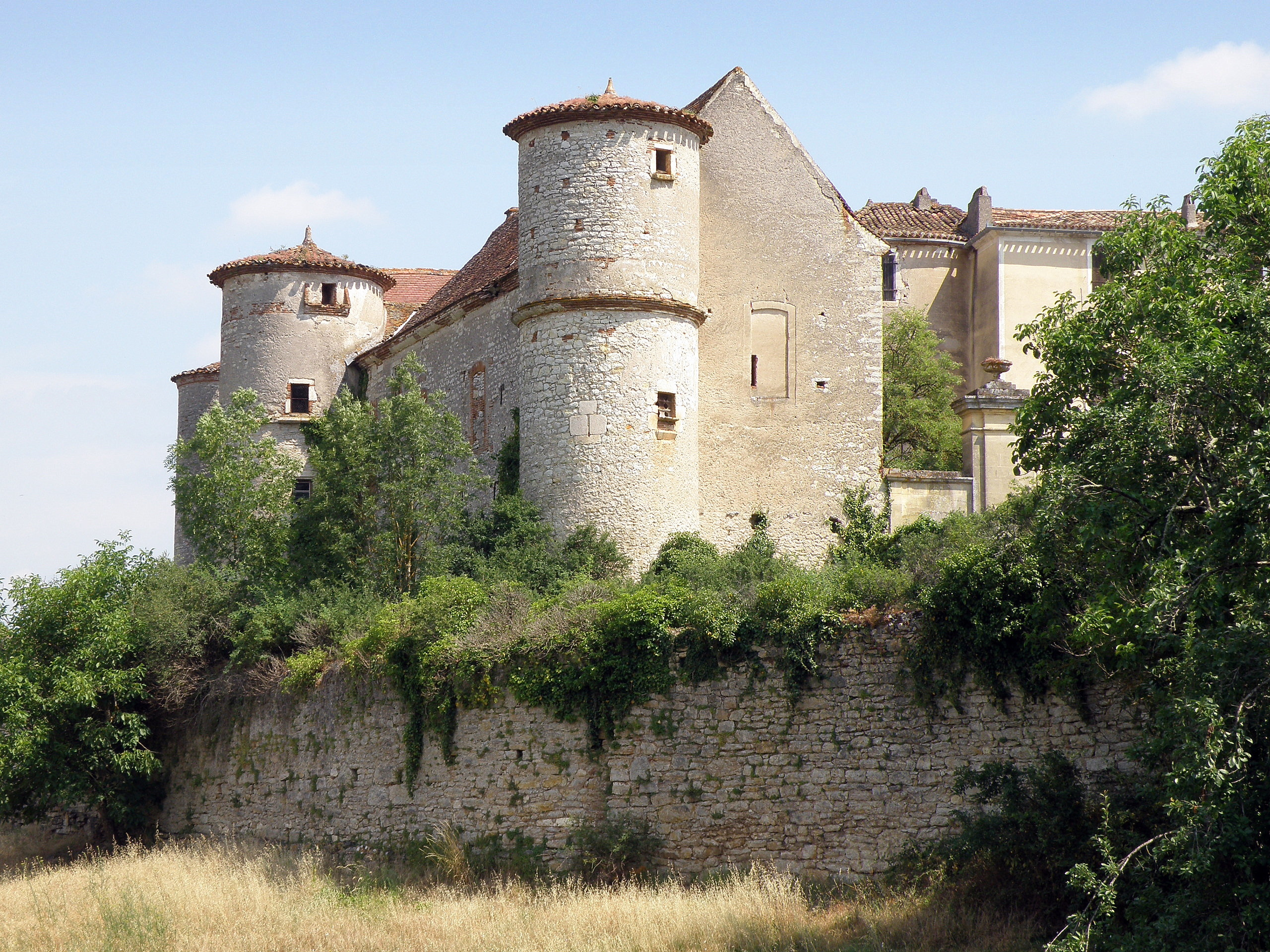
Château du Bousquet.
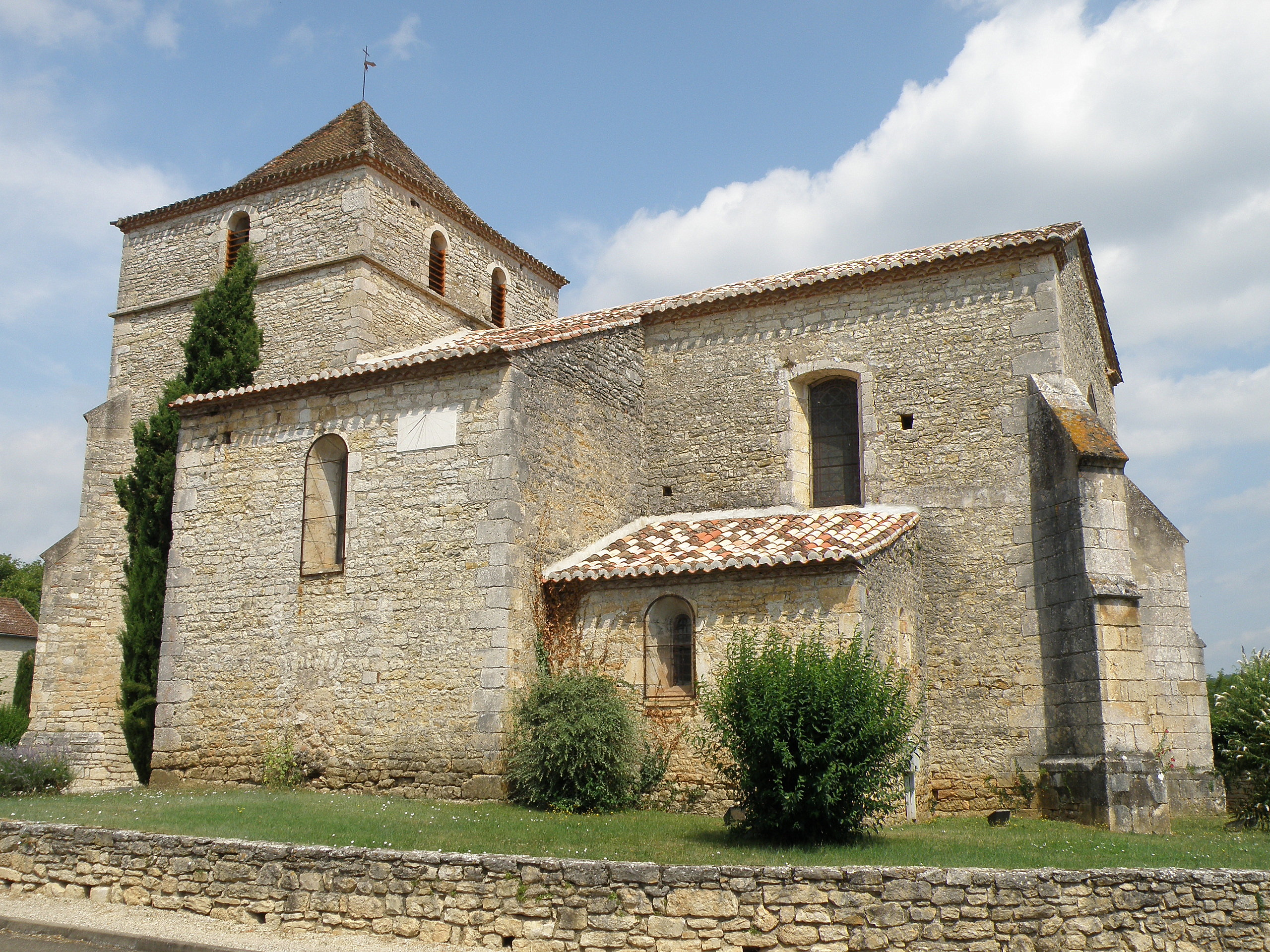
Église Saint-Antoine.
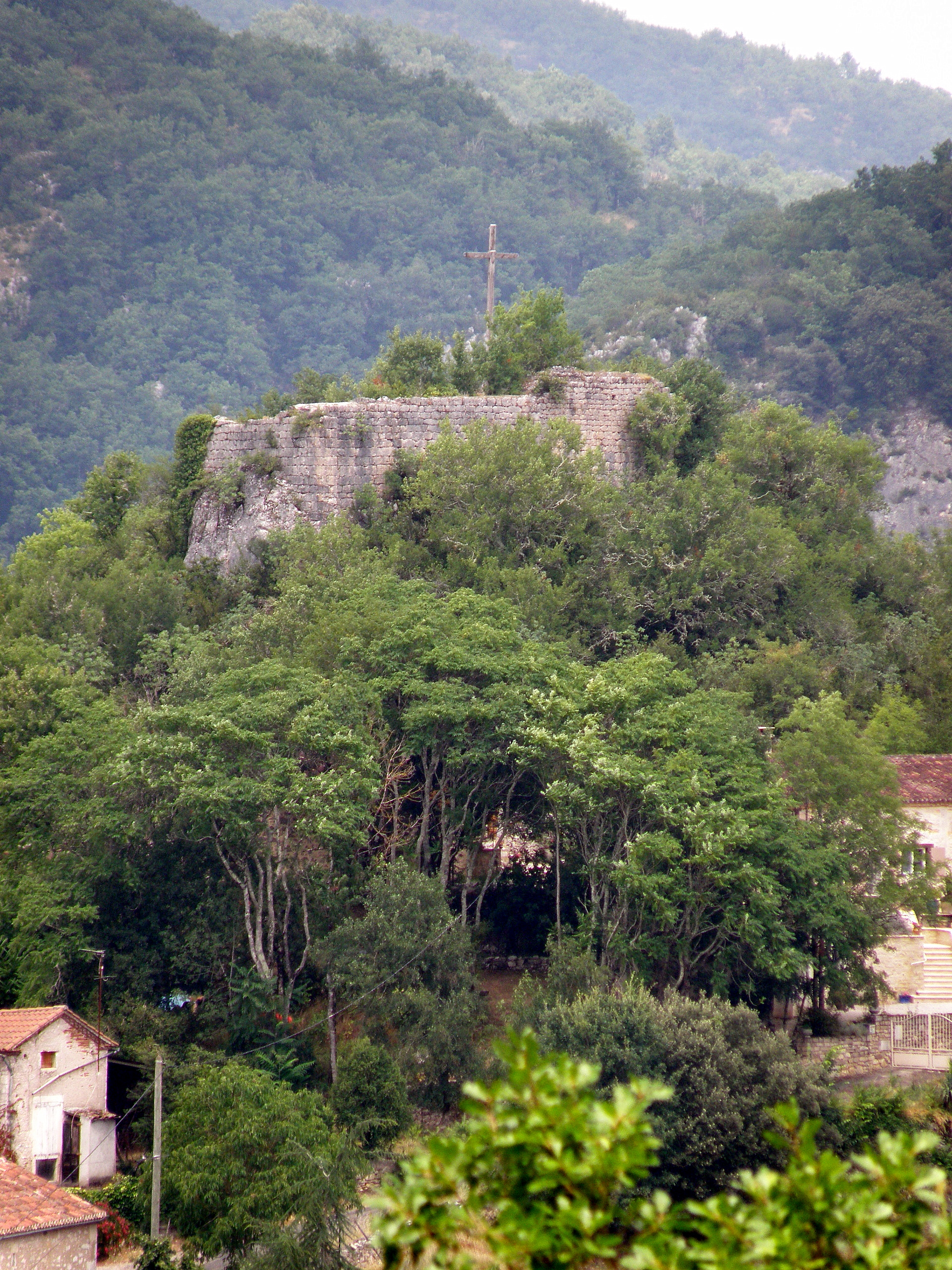
Ruines du Château de Béars.

### Héraldique
| Blason de Arcambal | Blason  | Tiercé en pairle renversé : au 1er de gueules à une croix cléchée, vidée et pommetée de douze pièces d'or, au 2e de sinople à une serpe d'argent emmanchée de sable, au 3e d'argent à trois fasces ondées d'azur. |
| Blason de Arcambal | Détails | Le statut officiel du blason reste à déterminer. |

### Personnalités liées à la commune
- Jacques Chapou.
- Famille Arcambal